# Gradsko partnerstvo
Gradsko partnerstvo, bratimljenje gradova  ili gradsko prijateljstvo označava međunarodno i/ili međugradsko partnerstvo između dvaju gradova ili općina s ciljem kulturne i gospodarstvene razmjene. Gradovi usprkos zemljopisne udaljenosti njeguju međusobne kulturne veze i kontakte između svojih građana i putem raznovrsnih aktivnosti.
Takve partnerstva često dovode do programa susreta i razmjene studenta i razmjena učenika škola. 

## Uspostava partnerstva
Prije uspostave partnerstva često se provjerava da li već postoje privatni kontakat građana, lokalnih ili općinskih političara, škola i koje se mogu pojačati i dovesti do gradskog partnerstva. Ako takvi kontakti još ne postoje, gradovi koji to žele mogu posredstvom raznih organizacija stupiti u razne kontakte. 
Gradovi, koji žele međunarodnu i međugradsku suradnju objavljeni na web stranici Vijeća europskih općina i regija. Tu su objavljeni i obrasci ugovora za partnerstva.
Ako postoji obostrana želja održavaju se međusobni službeni posjeti gradonačelnika i gradskog izaslanstva. 
Posjetitelji se smještavaju uglavnom kod privatnih osoba, što olakšava međusobnu integraciju i upoznavanje naroda. Ako sudjeluju športske udruge organiziraju se zajednički događaji, kao što su športska natjecanja. Često se održavaju i zajednički koncerti (glazbenih sastava, udruga ili zborova).

## Razlozi za uspostave gradskih partnerstva
Svrha je dobrovoljno okupljanje ljudi preko državnih granica. Stoga su brojni gradovi gradovi u potrazi za prikladnim partnerskim gradovima. 
Faktori za odabir grada partnera su primjerice:
- veličina grada,
- struktura grada (na primjer ruralni karakter ili industrijski grad)
- udruge grada.
- zajednička obilježja gradova
- slično ili jednako ime grada
- osobni odnosi
- gospodarstvena ili zemljopisna sličnost
- slična povijest
- slične kulturne manifestacije
- vjerski odnosi
- EU partnerstva
- razmjena stručnjaka
- općinsko razvojno partnerstvo

## Vanjske poveznice
- Udruga opčina:Bratimljenje Gradova, pdf.[neaktivna poveznica]
- projekt sistercities
- Vijeće europskih općina i regija – (Vijeće europskih općina i regija)
- Baza podataka  Arhivirana inačica izvorne stranice od 19. srpnja 2011. (Wayback Machine)
- European congress on citizenship and twinning
- Twinning in Europe